# Oskar Fischinger
Oskar Fischinger (* 22. Juni 1900 in Gelnhausen; † 31. Januar 1967 in Los Angeles) war ein deutschamerikanischer Filmemacher und Pionier des abstrakten Films. Er arbeitete auch als Spezialist für Trickeffekte. Er war der Bruder von Hans Fischinger.

## Leben
Nach einer Lehre als Orgelbauer arbeitete Fischinger als Maschinenbautechniker in Frankfurt am Main. 1922 erlangte er einen Abschluss als Ingenieur.
In den Jahren 1924 und 1925 war er Geschäftsführer an der Seite des Regisseurs Louis Seel bei der Louis Seel GmbH in München und gestaltete als Regisseur auch Filme der Reihe Münchener Bilderbogen. Unter dem Einfluss von Walther Ruttmanns „Opus I“ wandte Fischinger sich dem abstrakten Film zu. Er entwickelte eine Wachsschneidemaschine, mit deren Hilfe er organisch-fließende Bildsequenzen erstellte. In Werbespots für die Zigarettenmarke „Muratti“ (1934/35) sind die Protagonisten zur Ballettmusik marschierende Zigaretten.
Im Februar 1936 emigrierte Fischinger in die Vereinigten Staaten, wo er unter Fürsprache von Ernst Lubitsch ein Angebot der Paramount in Hollywood erhielt. Unterstützt wurde die mittellose Familie von Paul Kohner und Charlotte Dieterle, die 1938 den European Film Fund gründeten. Im Dezember 1936 unterschrieb Fischinger einen Vertrag mit Metro-Goldwyn-Mayer (MGM). Später entwarf er für Walt Disney die Verfilmung der Toccata und Fuge d-Moll für dessen Film Fantasia (1939).
Fischinger war seinerzeit einer der wenigen Filmemacher, die sich schon zu Beginn des Tonfilms in den 1920er Jahren über die Verbindung von Musik und visuellen Effekten Gedanken machten. In Filmen wie Studien beispielsweise ordnete er in den Eröffnungssequenzen den visuellen Rhythmus dem auditiven unter. Fischingers Arbeiten und die seiner avantgardistischen Kollegen (Walter Ruttmann, Hans Richter, Viking Eggeling u. a.) gelten als Vorläufer des modernen Videoclips.
Ab 1936 widmete sich Fischinger auch der Malerei und malte abstrakt.
Er verstarb am 31. Januar 1967 nach langjähriger Krankheit in Los Angeles.
2012/13 zeigte das EYE Film Instituut Nederland in Amsterdam zusammen mit dem Center for Visual Music die Ausstellung Oskar Fischinger (1900–1967):  Experiments in Cinematic Abstraction. Am 22. Juni 2017 widmete Google ihm ein interaktives Doodle. 2023 kam der Dokumentarfilm Oskar Fischinger - Musik für die Augen von Harald Pulch und Ralf Ott in die Kinos.

## Filmografie (Auswahl)
- 1920: Silhouetten
- 1920: Stäbe
- 1921–1925: Studien 1–4
- 1923–1927: Wachsexperimente
- 1924: Münchener Bilderbogen: Pierette Nr. 1
- 1924: Münchener Bilderbogen: Amor und Almanach Nr. 2
- ca. 1926: Spiralen
- 1927: Seelische Konstruktionen
- 1927: München-Berlin Wanderung
- 1929: Studie Nr. 2
- 1930: Studie Nr. 3
- 1930: Studie Nr. 4
- 1930: Studie Nr. 5
- 1930: Studie Nr. 6
- 1931: Liebesspiel
- 1930/31: Studie Nr. 7
- 1931: Studie Nr. 8
- 1931: Studie Nr. 9
- 1930–1932: Studie Nr. 10
- 1932: Studie Nr. 12
- 1932: Experimente mit synthetischem Ton
- 1933/34 Studie Nr. 11a
- 1933/34: Studie Nr. 13
- 1933: Koloraturen
- 1933: Kreise (Alle Kreise erfaßt Tolirag)
- 1934: Quadrate
- 1934: Euthymol
- 1934: Muratti greift ein
- 1935: Komposition in Blau
- 1935: Muratti Privat
- 1936: Allegretto
- 1937: An Optical Poem
- 1941: American March
- 1941: Organic Fragment
- 1943: Radio Dynamics
- 1945: Mutoscope Reels
- 1947: Motion Painting Nr. 1
- 1953: Muntz TV Commercial

## Dokumentarfilm
- Muratti & Sarotti, Geschichte des deutschen Animationsfilms, Regie: Gerd Gockell, 80 min., 2000